# Karłowatość przysadkowa
Karłowatość przysadkowa (łac. nanosomia pituitaria) – choroba endokrynologiczna związana ze zmniejszonym wydzielaniem przez przysadkę mózgową hormonu wzrostu (somatotropiny) oraz gonadotropin. Skutkiem choroby jest niedobór wzrostu i hipogonadyzm. Leczy się ją podając hormon wzrostu w formie codziennych zastrzyków.